# Dji Sam Soe

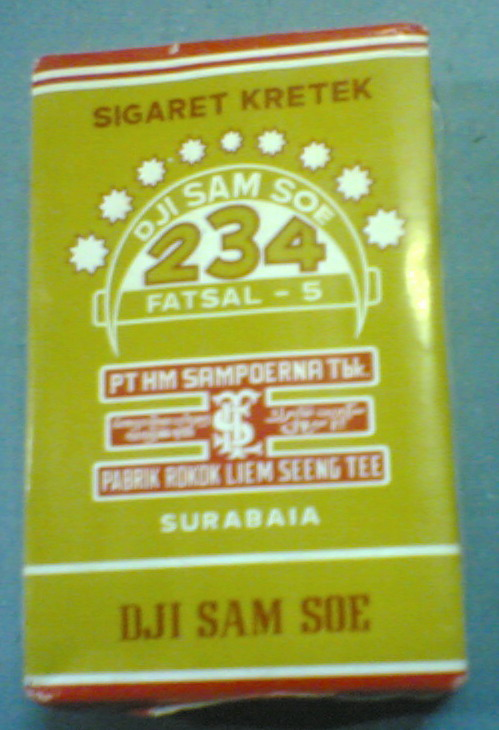
234-Zigaretten

Dji Sam Soe ist eine indonesische Zigarettenmarke für Nelkenzigaretten, die aus Tabak mit Hinzugaben von Nelken, Gewürzen und Java-Aroma, hergestellt wird. Der Name „Dji Sam Soe“ (chinesisch 二三四) ist dem Hokkien entlehnt, steht für „234“ und geht auf den Gründer der Marke, Liem Seeng Tee, zurück.
Die Marke Dji Sam Soe wird vom Konzern Sampoerna einer Tochterfirma von Philip Morris International hergestellt. Neben Surya gehört er zu den größten Herstellern von Tabakwaren in Indonesien. Als Sponsor der Tour d’Indonesia, ist dies auch einer der Großkonzerne in Asien, der sich für sportliche Ereignisse einsetzt. Außerdem war der Konzern einer der Hauptsponsoren des Jakarta International Java Jazz Festivals.
- Teer: 33 mg
- Nicotin: 2,3 mg